# 韓欲明
韩欲明（？—1931年12月），又名韩根子、韩根、韩根仔、韩玉明、韩毓明、韩复生，中华民国大陆时期天门会起事领袖，河南省林县城南东油村人。
原名韩根，为石匠，他竖起“天门会”大旗，在家设坛，自称“炉主”或“大坛主”、“总团师”，称1926年2月21日天公（玉皇大帝）生日这天，托梦西山寻宝，命其“代天行道，救世宁人”。在林县城西黄华山上，凿得大石，内有大印一方，上面刻有“灵宝大法师”五个字。4月，发动本村农民，抗粮抗税。设立天门会“老坛”作为总部，在周围设立“分坛”。改名韩欲明，称天门大皇帝，改元天佑元年，同年秋，歼灭进剿的林县民团。同年冬，击溃山西阎锡山派来镇压的晋军。1927年，“天门会”出击奉军，配合了国民革命军北伐。中国共产党党组织派代表到“天门会”帮助工作。1927年3月，韩欲明带领“天门会”占据林县县城。7月，建立新政权。1928年3月，冯玉祥部将庞炳勋所部进攻，“天门会”退至林县西山。1929年1月12日（民国十八年、天佑三年十二月初二日），再庞炳勋军和阎锡山军夹攻下，韩欲明率部突围，前往沈阳投靠奉军，“天门会”起事失败。同年冬，韩欲明潜回武安，改名韩复生，重整旧部。1930年3月，带队返回林县。1931年12月，韩欲明被河南绥靖督办刘镇华设计捕获，被杀。